# ベルシュカ

ブランドロゴ

ベルシュカ (Bershka) は、スペインのアパレルメーカーであるインディテックスが展開するファストファッションブランド。
ザラの姉妹ブランドにあたり、インディテックスにとってはザラに次ぐナンバー2ブランドである。メイン・ターゲットは10代から20代、特に「大胆で最新トレンドに敏感、かつ音楽やソーシャルネットワーク、最新テクノロジーに詳しい若い世代」を想定している。主に扱っているのは、トレンド志向のレディースおよびメンズの衣類であり、カジュアルウェア以外にアクセサリーや靴も揃えている。価格設定はザラより安くなされている。

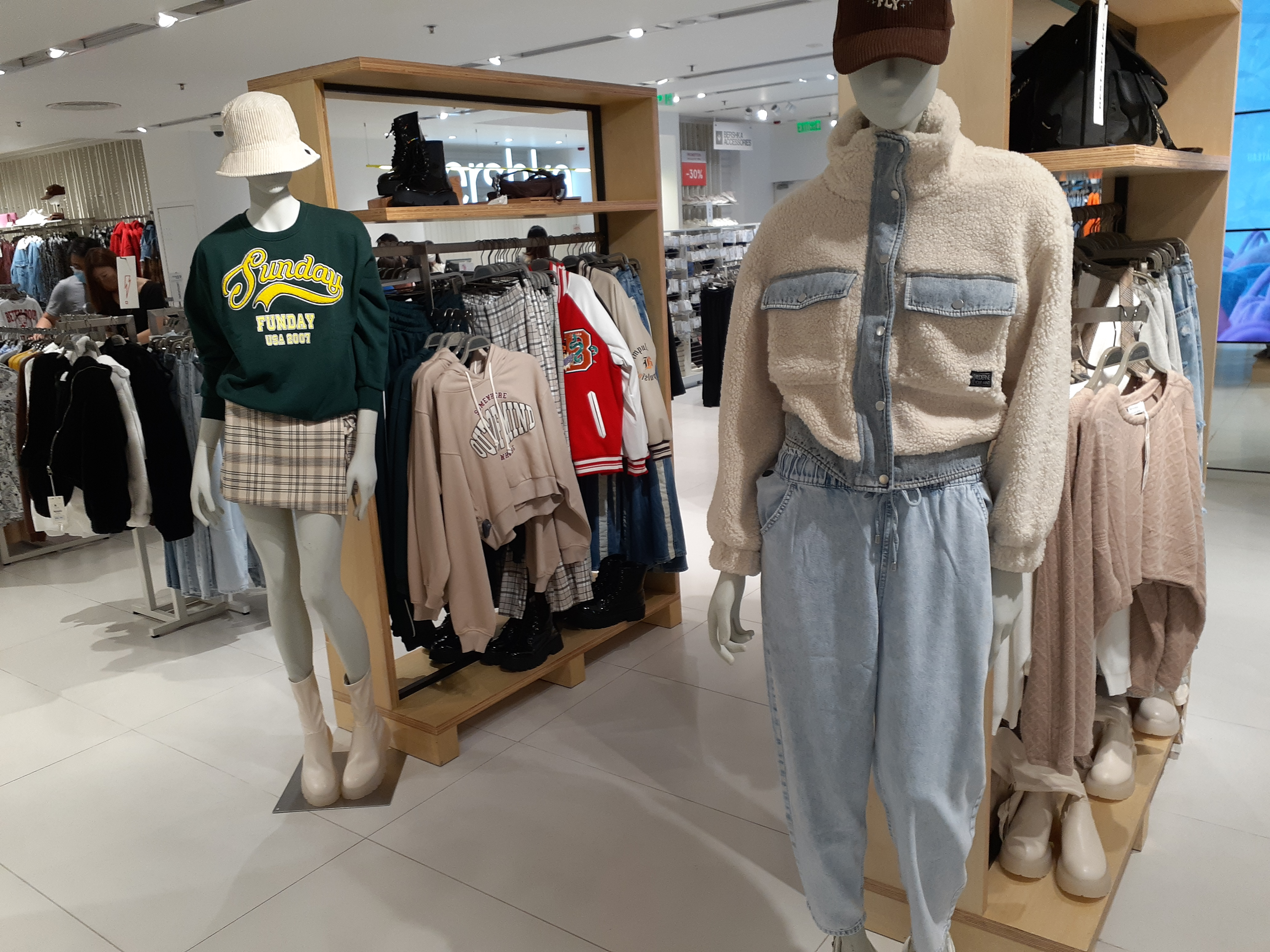
香港・荃湾区の店舗

ベルシュカは、デザイン企画、生産、流通、店舗販売まで一貫して自身で行っている。商品開発は50名 - 60名以上のデザイナー・チームが行い、そのアイテム数は年あたり4,000点にのぼる。出来上がった商品はスペインの物流センターにいったん集められ、そこから週に2度の頻度で全世界の店舗へ新商品として空輸される。これにより、常にトレンドを反映した鮮度の高い品揃えを店頭で実現している。
ベルシュカの店舗は「宣伝活動しない」という運営方針をとっており、これは各地域の個性を活かして客の求める良い品を揃えることが宣伝効果になるという持論に基づく。

## 沿革
「ベルシュカ」のブランドは1998年に立ち上げられた。その後の店舗数は、2010年に50か国で720店、2013年に56か国で870店、2016年に70か国で1,000店以上と増えていった。しかし2020年6月にインディテックスは、今後の実店舗展開において小規模店を引き払って大型旗艦店に注力する方針を発表し、2022年末までにベルシュカを含め最大1,200店をたたむ予定を示した。2021年1月には、PEACEBIRD や URBAN REVIVO などのドメスティック・ブランドの台頭により若者向けファスト・ファッション市場の競争激化が著しい中国から、ベルシュカを含む3ブランドについて実店舗を全て引き払うと発表した。

### 日本での展開

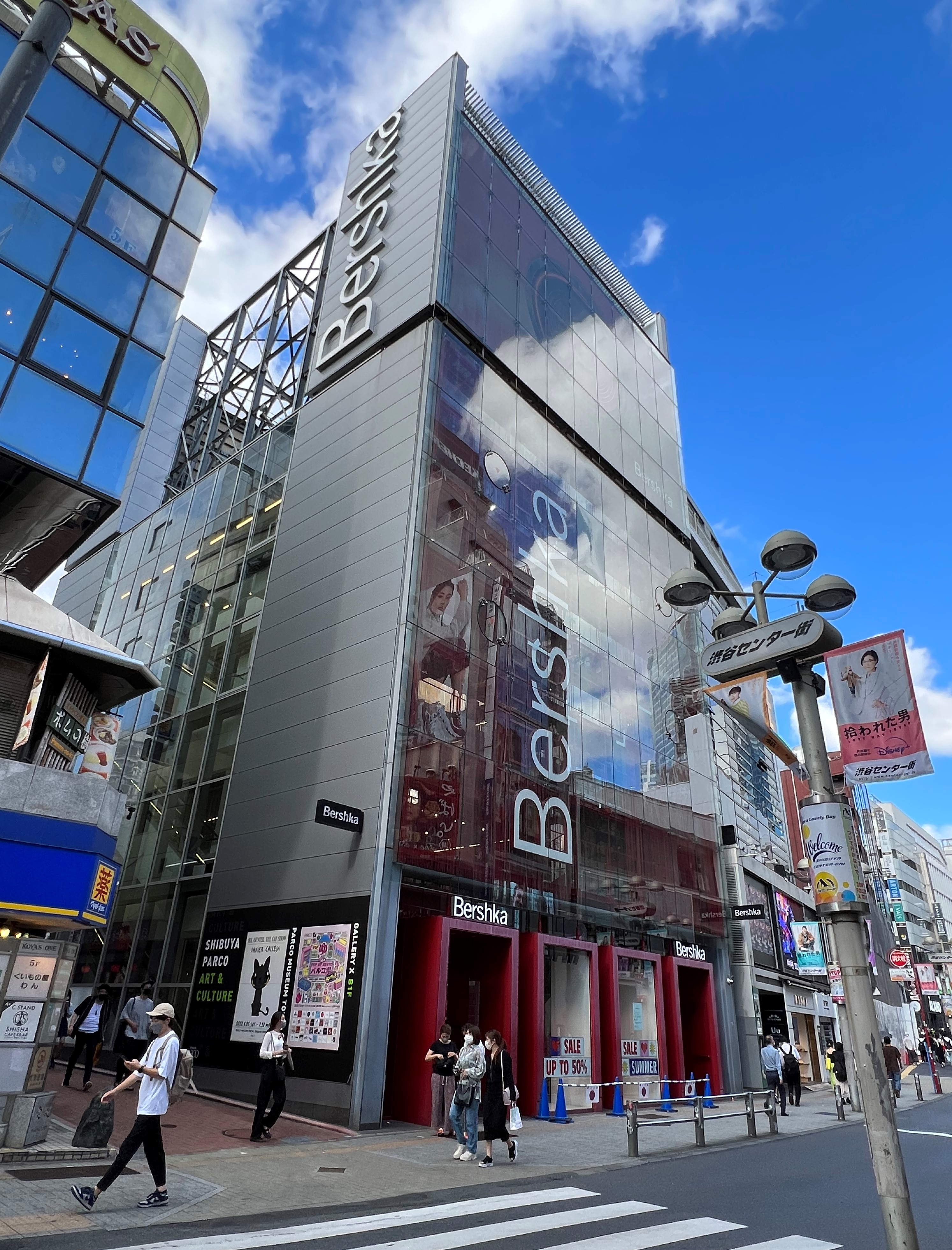
渋谷店（2022年）

日本での展開は、ベルシュカにとって50か国目にあたる。2010年に子会社のベルシュカ・ジャパンを設立し、同年4月に日本1号店となる渋谷店をオープンした。これは、スペイン坂下でパルコが運営する商業施設「ZERO GATE」の1階から4階を使ったもので、総床面積は約1,400平方メートル、商品点数は3万点（約3,500型）を揃え、ベルシュカの実店舗としては世界でも有数の規模だった。ガラス張りのファサードは全面が蛍光イエローに塗装され、ベルシュカらしい「若々しさ」をアピールするものになっていた。2017年9月には赤を基調とした外観にリニューアルした。
渋谷店に続き、埼玉県越谷市のイオンレイクタウンや千葉県船橋市のららぽーとTOKYO-BAY、福岡市のキャナルシティ博多や大阪市の心斎橋筋商店街などに出店したが、いずれも撤退し、2022年7月に渋谷店も閉店。日本国内からは実店舗がなくなり、2017年に開設された公式オンラインストアのみでの展開に転換した。